# Bomolochus myctophi
Bomolochus myctophi is een eenoogkreeftjessoort uit de familie van de Bomolochidae. De wetenschappelijke naam van de soort is voor het eerst geldig gepubliceerd in 1993 door Avdeev.